# Tarsilla Osti
Anna Osti (Pula, 6 de dezembro de 1895 — Roma, 26 de dezembro de 1958) foi uma religiosa istriana, membro das Irmãs Missionárias dos Sagrados Corações de Jesus e Maria.

## Vida
Anna Osti nasceu em Pula (Ístria) quando a região era parte do extinto Império Austro-húngaro. Ingressou no Instituto das Irmãs Missionárias dos Sagrados Corações de Jesus e Maria, na Casa da Marinha Real de Pula em 15 de janeiro 1925 (aos 29 anos).
Os dados externos de sua vida religiosa são simples: passou vinte anos em Pula no período entre 1925 a 1945; dois anos e alguns meses em Lanciano de outubro de 1945 a janeiro de 1948; passou dez anos e meio em Piedimonte d'Alife de janeiro de 1948 a setembro de 1958; e um mês na clínica "Villa dei Gerani", em Nápoles até primeiro de novembro de 1958; após seus tratamentos médicos em Nápoles ela passou menos de dois meses em Roma, na Casa Generalícia do bairro do Trullo, onde, em 26 de dezembro de 1958, fechou sua peregrinação de amor para se unir eternamente àquele que era "a vida inteira".
A Irmã Tarsilla era uma alma eucarística, de grande oração e caridade, beneficiava o próximo, servindo os enfermos o tempo todo de sua vida religiosa e oferecendo-se uma vítima pela conversão dos pecadores: muitas graças foram atribuídas à sua intercessão.
O espírito da irmã Tarsilla pode ser definido como:
Como um espírito dedicado a uma vida de oração e fé. Oração essencialmente eucarística. Ela passou horas e horas perante o Santíssimo Sacramento, adorando, agradecendo, propiciando, contemplando. Certamente atingindo os graus de contemplação, como uma singeleza misteriosa contemplando e se unindo tão fortemente a Deus, que a fez dizer uma vez, quase sem fôlego: "Jesus, acalme-se!".
A irmã Tarsilla Osti chegou a conversar com Jesus na Eucaristia, através de seu Sagrado Coração... Jesus também empenhou o seu Amor sobre Irmã Tarsilla e às vezes impôs seu desejo e sua grandiosíssima vontade de salvar as almas. Se alguém tivesse registrado as conversas que ela tinha com Nosso Senhor, certamente reconheceríamos nelas a continuidade do espírito de Santa Gemma Galgani, seu ardor, o frescor sincero de sua alma, sua sede reparadora, assim como também foi com São Pio de Pietrelcina.
Portanto a sua vida religiosa foi permeada de fé no mais generoso exercício de humildade, obediência, caridade e seu ministério hospitalar em favor dos enfermos, brilhando com virtude celestial.
Ela orava, invocando Jesus Cristo, e as vezes ela via Jesus, correndo ao lado do leito dos irmãos sofredores, eles (os enfermos), olhavam para ela - como outra Santa Bertilla - com olhos atônitos, tocados por sua sinceridade e por aquele prodígio de transparência divina que emanava de seu rosto, talvez até como uma figura angelical.